# おひさまとおさんぽ
おひさまとおさんぽは、声優の生天目仁美が出した1枚目ミニアルバムである。

## 収録曲
1. おひさまとおさんぽ
  - 作詞：生天目仁美、作曲：藤倉芹奈、編曲：原嘉朗
2. 「お陽さまとおさんぽ」CDスペシャルPart.1
3. 卒業
  - 作詞：生天目仁美、作曲：藤倉芹奈、編曲：原嘉朗
4. 「お陽さまとおさんぽ」CDスペシャルPart.2
5. トモダチ
  - 作詞：生天目仁美、作曲：松本尚樹、編曲：原嘉朗
6. 「お陽さまとおさんぽ」CDスペシャルPart.3
7. 旅立つということ
  - 作詞：生天目仁美、作曲：藤倉芹奈、編曲：原嘉朗
8. 「お陽さまとおさんぽ」CDスペシャルPart.4
9. おひさまとおさんぽ（instrumental ver.）
10. トモダチ（instrumental ver.）
11. 旅立つということ（instrumental ver.）